# Réunionkärrhök
Réunionkärrhök (Circus maillardi) är en utrotningshotad hökfågel som är endemisk för ön Réunion i Indiska oceanen.

## Utseende
Réunionkärrhöken är en relativt stor kärrhök, 54 cm lång. Hanen har huvudsakligen svart huvud, mörk rygg och kontrastrerande ljusgrå arm- och handpennor. Stjärten är ej bandad och undersidan av vingen vit. Hona och ungfågel är mörkbruna, med bandad stjärt. Alla individer har vit övergump.

## Utbredning och levnadsmiljö
Réunionkärrhöken förekommer enbart som namnet avslöjar på ön La Réunion i västra Indiska oceanen. Där häckar den i ursprungliga skogsområden, dock ej där den här som högst och tätast, oftast mellan 300 och 700 meter över havet. Boet byggs på marken. Under födosök påträffas den framför allt i skogsområden, men också över sockerrörsplantage, fält, betesmarker och savann. Ursprungligen levde den troligen enbart på fåglar och insekter, men födan utgörs numera till hälften av råttor, möss och tanrekar, liksom reptiler som Calotes versicolor.

## Systematik
Madagaskarkärrhök (C. macrosceles) betraktades tidigare ofta som en underart till maillardi. Réunionkärrhöken behandlas som monotypisk, det vill säga att den inte delas in i några underarter.
Genetiska studier visar vidare att kärrhökarna är inbäddade i höksläktet Accipiter så som det är traditionellt är konstituerat. De står faktiskt närmare duvhöken genetiskt än vad den senare står nära sparvhöken. Det medför att antingen bör de distinkta kärrhökarna inkluderas i Accipiter eller så bör Accipiter delas upp i flera mindre släkten. Inga internationella taxonomiska auktoriteter har dock ännu implementerat resultaten från studierna i deras taxonomier.

## Status och hot
Värdspopulationen för arten uppskattas till endast mellan 260 och 530 vuxna individer. Kombinerat med pågående habitatförstörelse i dess begränsade utbredningsområde föranleder internationella naturvårdsunionen IUCN att kategorisera arten som starkt hotad.

## Namn
Fågelns vetenskapliga artnamn hedrar Louis Maillard (1814-1865), fransk ingenjör och botaniker på La Réunion.